# Henry Wace
Henry Wace, né le 21 septembre 1853 à Shrewsbury (Angleterre), mort le 5 novembre 1947, est un footballeur anglais, qui évoluait au poste d'attaquant au Wanderers FC et en équipe d'Angleterre.
Wace n'a marqué aucun but lors de ses trois sélections avec l'équipe d'Angleterre entre 1878 et 1879. 

## Carrière de joueur
- Cambridge University
- 1871-1880 : Wanderers FC
- Clapham Rovers
- Shropshire Wanderers [1]

## Palmarès

### En équipe nationale
- 3 sélections et 0 but avec l'équipe d'Angleterre entre 1878 et 1879.

### Avec les Wanderers
- Vainqueur de la Coupe d'Angleterre de football en 1877 et 1878.